# Kijkuit (Bergen op Zoom)
Kijkuit, soms ook gespeld als De Kijkuit, is een buurtschap in de gemeente Bergen op Zoom, in de Nederlandse provincie Noord-Brabant. Het ligt ten noordoosten van Halsteren en ten zuidoosten van Lepelstraat.
De bewoning van de buurtschap is gelegen aan de gelijknamige straat en bestaat uit een aantal boerderijen en woonhuizen. In brede zin vormt het de zuidoosthoek van het buitengebied van het dorp Lepelstraat waarin ook de grotere buurtschap Waterkant is gelegen. Aan de zuidrand van de buurtschap loopt de N286.

## Geschiedenis
De buurtschap werd in 1838-1857 vermeld als De Kykuit en in 1866 als Kijkuit. De plaatsnaam zou verwijzen naar het feit dat het enigszins verhoogd is gelegen en daarom een natuurlijk uitkijkpunt vormde in het gebied. Als veldnaam werd het in 1700 al vermeld, als den kijckuijt. Voor de bouw van de Sint-Antonius van Paduakerk in Lepelstraat zelf werd in 1871 een steenbakkerij neergezet in Kijkuit om de stenen voor de kerk te bakken. In april 1874 werd de eerste steen gelegd voor deze kerk, die ontworpen werd door architect Kees van Genk.
Tijdens de Tweede Wereldoorlog stortte er een vliegtuig neer in Kijkuit. Op 1 november 1944 was een Lancaster bommenwerper opgestegen vanaf de vliegbasis nabij Metheringham, Engeland voor een bombardementsmissie in Homberg, Duitsland. De bommenwerper maakte samen met negentien andere deel uit van de squadron ZN-R. Onderweg werd het waarschijnlijk geraakt door het luchtafweergeschut en werd door andere uit squadron opgemerkt dat de romp flink was beschadigd en dat de linker buitenmotor verdwenen was. Desondanks leek het door te kunnen vliegen, wel vloog het in plaats door terug naar de basis. Maar na ongeveer drie kwartier kwam het vliegtuig toch in de problemen. Het werd brandend waargenomen boven West-Brabant en het stortte vervolgens neer nabij de boerderij dat bij de hoek met de Heenweg is gelegen. Alle zeven bemanningsleden kwamen daarbij om. Een paar weken na het neerkomen van de bommenwerper werd er een herdenkingsdienst gehouden op de plek waar het neerkwam. Bij de 75-jarige herdenking, op 1 november 2019 werd er een officieel stenenmoment onthult, met een foto en de namen van de bemanningsleden.
Bij de watersnoodramp van 1953 liep de Oud Beijmoerpolder ter hoogte van de buurtschap Kijkuit onderwater.
Stad: Bergen op Zoom      Dorpen: Halsteren · Lepelstraat

Buurtschappen: Heihoefke · Heimolen · Kijkuit · Kladde · Klutsdorp · Nieuwe Molen · Oude Molen · Slikkenburg · Spinolaberg · Vetterik · Waterkant · Zuidgeest

Noord-Brabant: Steden en dorpen      Nederland: Provincies · Gemeenten